# Les bons meurent jeunes
Pour plus de détails, voir Fiche technique et Distribution.
Les bons meurent jeunes (The Good Die Young) est un film noir britannique coécrit et réalisé par Lewis Gilbert et sorti en 1954. Le scénario est inspiré du livre The Good Die Young écrit par l'Américain Richard Macaulay.
Le casting du film, produit par Remus Films, comprend Laurence Harvey, Gloria Grahame, Joan Collins, Stanley Baker et Richard Basehart.

## Synopsis
Le film s'ouvre avec quatre hommes dans une voiture, apparemment sur le point de commettre un crime grave. Comment chacun des hommes auparavant respectueux des lois en est venu à être dans cette position est ensuite exploré.
Mike (Stanley Baker) est un boxeur vieillissant, amoureux de sa femme (Rene Ray) mais blessé et incapable de trouver un travail. Joe (Richard Basehart) est un employé sans emploi qui doit s'envoler pour les États-Unis avec sa jeune femme (Joan Collins) pour échapper à sa mère collante et instable (Freda Jackson). Eddie (John Ireland) est un aviateur américain qui a déserté dont la femme est une actrice infidèle (Gloria Grahame). Le dernier homme, « Rave » Ravenscourt (Laurence Harvey), est un « gentleman » plongeur et un scélérat ayant des dettes de jeu et qui est le chef sans scrupules et qui attire les trois autres. Le film atteint un point culminant sanglant à l'aéroport d'Heathrow.

## Fiche technique
- Titre original : The Good Die Young
- Titre français : Les bons meurent jeunes
- Réalisation : Lewis Gilbert
- Scénario : Vernon Harris, Lewis Gilbert, d'après un livre de Richard Macaulay
- Photographie : Jack Asher
- Montage : Ralph Kemplen
- Musique : Georges Auric
- Pays d'origine : Royaume-Uni
- Langue originale : anglais
- Format : noir et blanc
- Genre : film noir
- Durée : 100 minutes
- Dates de sortie : 
  - Royaume-Uni : 4 mars 1954 (Londres)
- Affiche : Jean Mascii (France)

## Distribution
- Laurence Harvey : Miles 'Rave' Ravenscourt
- Gloria Grahame : Denise
- Richard Basehart : Joe
- Joan Collins : Mary
- John Ireland : Eddie
- Rene Ray : Angela
- Stanley Baker : Mike
- Margaret Leighton : Eve
- Robert Morley : Sir Francis Ravenscourt
- Freda Jackson : Mrs. Freeman
- James Kenney : Dave - le frère d'Angela
- Susan Shaw : Doris - fille au pub
- Lee Patterson : Tod Maslin
- Sandra Dorne : Pretty Girl
- Leslie Dwyer : Stookey
- Patricia McCarron : Carole
- George Rose : Bunny
- Alexander Davion : jeune homme (non crédité)
- Patricia Owens : Winnie - fille au pub (non créditée)